# Krištof Kolumb
Krištof Kolumb (italijansko Cristoforo Colombo, špansko Cristóbal Colón), italijanski raziskovalec in trgovec, * 1451, Genova, Genovska republika (danes Italija), † 20. maj 1506, Valladolid, Kastiljska krona (danes Španija).
Splošno znan je kot poveljnik ladjevja, ki je v poskusu doseči Vzhodno Azijo s plutjem okrog sveta proti zahodu ponovno odkril ameriško celino, obstoj katere v njegovem času Evropejcem ni bil poznan. Pod pokroviteljstvom španskih monarhov je skupno opravil štiri plovbe v Novi svet in s svojimi odpravami postavil temelje evropski kolonizaciji celine.

## Življenjepis
Po lastnih zapisih je prvič šel služit na ladjo, ko je bil star 10 let. Leta 1473 je postal vajenec za trgovskega zastopnika pri vplivnih trgovskih družinah iz Genove. Leta 1479 se je poročil s Filipo Moniz Perestrelo, hčerko portugalskega plemiča genovskega rodu, tega ali naslednjega leta se jima je rodil sin Diego (ta je kasneje postal konkvistador). Filipa naj bi nekaj let kasneje umrla (sodeč po nekaterih virih pa jo je samo zapustil) in Kolumb si je leta 1487 v Španiji našel ljubimko, Beatriz Enríquez de Arana. V teh letih je plul po vsej Evropi. Kolumb ni bil učen mož, bil pa je ambiciozen in se je sčasoma naučil latinsko, portugalsko ter kastiljsko. Bral je dela Ptolemaja, Plinija, Marka Pola in drugih raziskovalcev, zanimala pa ga je tudi Biblija ter prerokbe v njej.
V Kolumbovih časih je postala Svilna cesta, trgovska pot do Vzhodne Azije, nevarna, ko se je končalo obdobje, ko so Mongoli vzdrževali mir. V 1480-ih letih je z brati razvil idejo da bi dosegel Indijo s plovbo proti zahodu. Idejo je večkrat predstavil portugalskemu kralju Ivanu II., a je ta po posvetu s svetovalci zavrnil financiranje. Zato je odšel k Ferdinandu Aragonskemu in Izabeli Kastiljski, ki sta kljub začetnemu nasprotovanju nazadnje popustila in zagotovila financiranje.
Kolumb je leta 1492 prečkal Atlantski ocean in 12. oktobra dosegel Ameriko pod zastavo kastiljske Španije. Čeprav so že okoli 500 let pred njim obale Severne Amerike dosegli Vikingi pod vodstvom Leifa Eriksona, je bila šele Kolumbova odprava začetek obsežnejših stikov med Evropejci in ameriškimi staroselci ter evropske kolonizacije »Novega sveta«. Do konca svojega življenja je priplul še trikrat med 1492 in 1502. Pri tem Kolumb ni odkritelj samega celinskega dela Amerike; tega je šele leta 1497 prvi dosegel italijanski raziskovalec Giovanni Caboto. Kolumb je na svojem prvem potovanju odkril Bahame, Kubo in Hispaniolo ter na drugem večji del Malih Antilov in Portoriko. Celino je prvič dosegel šele na tretjem potovanju leta 1498, ko je za kratek čas pristal v delti Orinoka v Južni Ameriki. Na zadnjem, četrtem potovanju (1502–1504) je v iskanju prehoda v Indijski ocean raziskal velik del obale Srednje Amerike.
Leta 1500 je bil zaradi obtožb o tiraniji in nesposobnosti pri upravljanju odkritih ozemelj skupaj z brati aretiran ter razrešen funkcij, ki so mu pripadale po pogodbi. Nekaj tednov kasneje ga je kralj Ferdinand osvobodil, mu povrnil premoženje in financiral še zadnjo odpravo. Po Kolumbovi smrti so njegovi dediči za uveljavitev pravic sprožili vrsto sodnih postopkov proti Kastiljski kroni, ki so trajali še več desetletij in dobili skupno ime pleitos colombinos ('kolumbovske tožbe').

## Zapuščina
V najširši javnosti je še vedno zasidrana ideja, da je Kolumb odkril Ameriko, v resnici pa je njegov zgodovinski pomen zapletenejši. Natančno povedano so jo odkrili predniki sedanjih staroselcev, ko so prečkali kopenski most na mestu sedanjega Beringovega preliva in jo naselili. Niti ni bil Kolumb prvi Evropejec, ki je ugledal Ameriko, bil pa je prvi, ki je ponesel vest o odkritju nazaj do Evrope in s tem prvič vzpostavil trajen stik med prebivalci obeh vélikih kopenskih mas. Leto 1492 velja tudi v stroki za mejnik v zgodovini ameriške celine; tako denimo izraz predkolumbovsko označuje ljudstva in civilizacije na tem območju pred prihodom evropskih (španskih in portugalskih) osvajalcev konec 15. stoletja.
Na podlagi večine njegovih zapisov je možno sklepati, da je bil Kolumb do konca življenja prepričan, da je priplul do vzhodnih obal Azije, ne do povsem nove celine. Po drugi strani je ob odkritju veletoka Orinoko v svoj dnevnik zapisal, da gre za »mogočno, dotlej neznano celino«, vendar je kasneje nenavadna ozemlja interpretiral kot »raj na zemlji«, ki je bil po mnenju takratnih teologov na koncu Orienta.
Obletnico njegovega pristanka praznujejo v Združenih državah Amerike, več državah latinske Amerike in Španiji. Dolgo časa so se ZDA po njem imenovale Kolumbija, poimenovanje se je ohranilo do danes v imenu prestolnice Washington, D.C., kjer pomeni kratica D.C. district of Columbia in drugih geografskih imenih (npr. reka Kolumbija). Zunaj ZDA se po njem imenuje Republika Kolumbija, ena od neodvisnih držav v Južni Ameriki.